# Louis William Graux
Pour les articles homonymes, voir Graux.
Louis William Graux, né le 23 juillet 1889 à Saint-Denis (Seine-Saint-Denis) et mort le 22 novembre 1962 à Paris, est un peintre, graveur et illustrateur français.

## Biographie
Louis William Graux est l'élève d'Ernest Laurent, d'Auguste Leroux, de Luc Olivier Merson et de H. Grosjean à l'École des beaux-arts de Paris. Il expose dès 1908, notamment au Salon des artistes français où il est plusieurs fois primé (médaille d'or, hors-concours en 1928). Plusieurs de ses œuvres ont été acquises par l'État, dont un tableau de grand format en 1935, Les Méandres de la Seine, qui décorait le Salon des dames sur le paquebot Normandie et qui est conservé à l'Écomusée de Saint-Nazaire.
Son père, Charles Graux, avait été nommé surveillant général de l'orphelinat Prévost à Cempuis, en 1903, en remplacement de Victor Vaney, sur proposition de Ferdinand Buisson. Charles Graux y était également chargé de l'enseignement du dessin, pour lequel il avait créé une méthode, qui, sans doute, joua un rôle dans l'orientation artistique de son fils.
Officier de l'instruction publique, Louis William Graux est nommé chevalier de la Légion d'honneur en qualité d’artiste peintre pour l’ensemble de son œuvre, par décret du 25 août 1937.

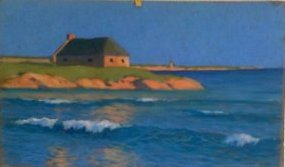
Côte du Morbihan, 40 × 25 cm, coll. particulière.

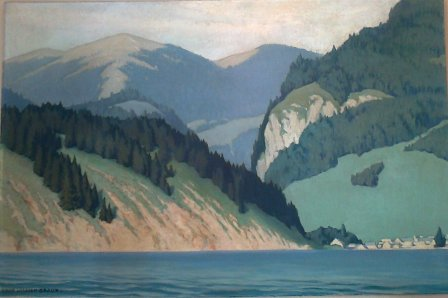
Lac Brenet, Jura, huile sur toile, coll. particulière.

Peintre paysagiste, aux tonalités subtiles, influencées par les paysages écossais, pays d’origine de sa mère, Louis William Graux exprime aussi par des coloris chaleureux certains effets de soleil. Peu de portraits, plus souvent réservés à ses illustrations de livres. Ses tableaux de grand format, parfois plus stylisés, sont plus proches du courant Art déco, dont il est contemporain.
Pour des raisons de santé, Louis William Graux n'a que partiellement poursuivi son activité de peintre : dans les années 1930, la carrière de peintre de LWG est très prometteuse. Mais pendant les années de guerre, les années 1940 et suivantes, l’impossibilité de poursuivre les activités sportives qu’il pratiquait par goût et surtout préventivement, et l’interruption des soins nécessaires, provoquent une aggravation des séquelles de la poliomyélite contractée par LWG à l’âge de 20 ans. Ce peintre paysagiste ne retournera plus jamais sur le motif, et sera progressivement paralysé. Toutefois, parallèlement à sa carrière de peintre et à son enseignement du dessin à l'école J. B. Say et au collège Lavoisier, il illustre de nombreux ouvrages, souvent selon la technique des bois. De façon régulière pour les éditions À l'enseigne du pot cassé, pour la Librairie Arthème Fayard, pour les Éditions J. Ferenczi et fils, collection « Le Livre moderne illustré » et de façon ponctuelle par ailleurs.

## Deux regards sur son œuvre
Coloriste précis et sensible, Louis William Graux, « a painter of integrity and sincerity » d'après Douglas Young, est aussi un dessinateur dont le trait réaliste, parfois tragique, sait évoquer la quotidienneté des travaux et des jours.

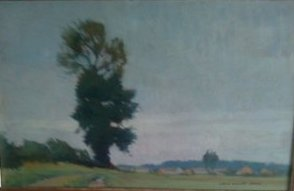
Louis William Graux - Arbre dans la campagne, huile sur bois, 52 × 34 cm, coll. particulière.

En 1934, à l'occasion d'une exposition à Dijon, Auguste Bailly fait une analyse du talent de Louis William Graux : « talent dont la première caractéristique et certainement la sincérité : ses toiles sont vraies ».
Il loue la sensibilité de l’artiste, son interprétation face aux grands aspects de la nature, note son inspiration variée : paysages, ou édifices bourguignons, impressions bretonnes, évocations du terroir jurassien, et la diversité des formes utilisées. Sont évoquées ses « synthèses vigoureuses, aux constructions simples, puissantes, parfaitement intelligibles, qui ne soumettent pas le sujet à un plan préconçu, élimine le détail inutile, anecdotique ».
Bailly insiste sur la grandeur simple du dessin de Graux, « si évocateur, et même si révélateur, et l’harmonie infiniment délicate et nuancée de sa peinture [à] l’étonnante richesse de demi-teintes sourdement chatoyantes ».

## Œuvres

### Salon des artistes français
- 1914 : Ancien laboratoire Curie
- 1916 : la Ville de Paris acquiert l'une de ses œuvres au cours de ce Salon
- 1918 : Le Canal de Bourgogne[2]
- 1919 : Les ormes rouges
- 1920 : Soir en Bourgogne, Avant l’orage (Normandie), Notre Dame matin de printemps mention honorable, achat par la Ville de Paris. Prix Henri Zuber
- 1921 : Val Suzon (Bourgogne), La bourrasque
- 1922 : Fin d’été
- 1923 : Le Canal de Bourgogne près de Dijon, Les arbres dépouillés (Picardie), médaille de bronze
- 1923 : Les arbres dénudés : prix des Paysagistes Français
- 1924 : Après l’averse, Temps gris sur Chenôve (Bourgogne), médaille d’argent
- 1925 : Les eaux mortes (Hurepoix)
- 1926 : Le fond du parc, Les pins d’Arny
- 1927 : La vallée de l’Ouche (Bourgogne), prix Raigecourt-Goyon
- 1928 : Ville-Louvette (Hurepoix), médaille d’or - hors concours au Salon des artistes français, acheté par l’État, Musée d'art Sarret de Grozon, Arbois
- 1929 : La Maladrerie (Hurepoix), Silence
- 1930 : La Maladière (Bourgogne), acquis par l'Etat, La Vallée (Saint-Seyne l’Abbaye)
- 1931 : Montoillot, Chateauneuf
- 1932 : Le canal de Bourgogne
- 1933 : Morbihan, Voyenbraz
- 1934 : Au pied du Mont Noir (Jura), Près de Valmijoux (Jura)
- 1935 : Le lac de Joux (Suisse), Sommets
- 1935 : Les Méandres de la Seine réalisé en 1935 à partir d'une première œuvre datant de 1933 pour la décoration du paquebot Normandie sur commande des architectes Bouwens van der Boijen et Roger-Henri Expert. Après l'incendie du paquebot Normandie en 1939 dans le port de New York, ce tableau que l'on pensait disparu réapparaît en 1991 lors d'une exposition intitulée « Paquebots de légendes » au musée de la Marine, mais amputé d’une large partie haute et sur le côté gauche, probablement à la suite de son installation sur un autre paquebot (l'Île-de-France, pour sa remise en service en 1949 ?), ou chez un particulier. Il mesure actuellement 2,33 m × 2,95, mais était plus haut d’environ un quart (le ciel et le haut des arbres ont disparu), et le bandeau découpé à gauche a fait disparaître le prénom de l'artiste. Les Méandres de la Seine ont été acquis à une date inconnue par le collectionneur Louis-René Vian, puis légué au Musée des Arts Décoratifs en 2004, où il fait partie des collections. Après une restauration par Aurélia Chevalier, il est actuellement conservé à l'écomusée de Saint-Nazaire. Une œuvre précédente de Louis William Graux, Paysage de Bourgogne, exposée au Salon du Cercle des Gobelins, avait été acquise en 1925 par l'État pour le croiseur-cuirassé Jules Michelet

- 1936 : Miral (Cévennes)
- 1937 : La vallée de la Sioule
- 1938 : Le Val-Borgne (Barre des Cévennes)
- 1939 : Poulconcq (Bretagne), La voile brune (Bretagne)
- 1941 : Vallée de la Sioule à Chateauneuf
- 1943 : Blajoux (Gorges du Tarn)
- 1944 : Les vieilles salines (Morbihan)
- 1948 : La Chapelle (Grandjean, Allier)

### Salon des Indépendants
- 1934 : Canal de Bourgogne ; Anyatra
- 1935 : La levée ; Entre-deux-monts (Jura)

### Expositions particulières
- 1919 : Exposition particulière à la Galerie André
- 1922 : Galerie Charpentier, Paysages des Cévennes et du Jura
- 1925 : Salon du Cercle des Gobelins, dont le tableau Paysage de Bourgogne, acheté par l'État pour le croiseur-cuirassé Jules Michelet
- 1929 : Exposition Galerie Mona Lisa – dont L'allée de Billy (Hurepoix) –, acheté par l'État
- 1930 : Exposition à Nantes
- 1934 : Exposition à Dijon, Galerie « Art et exposition », 42 rue des Forges, Dijon, du samedi 23 juin au jeudi 12 juillet 1934, 50 œuvres sur thèmes de la Bourgogne, du Jura, du Morbihan.
- 1936 : Exposition particulière à la Galerie Charpentier inaugurée par Georges Huisman, Directeur Général des Beaux-Arts et Pierre Darras, Directeur des Beaux-Arts de Paris. Cf. cartons Collection Jacques Doucet, bibliothèque de l'INHA – 40 œuvres sur les thèmes des Cévennes, de la Lozère, du Jura, de la Bourgogne et du Morbihan.

## Illustrations de livres
- Éditions À l'enseigne du pot cassé, collection « Antiqua »
  - Martial, Épigrammes. Traduit du latin par Victor Verger. Paris, Éditions À l'Enseigne du Pot Cassé, Collection « Antiqua », 1933. Illustré par Louis William Graux.
  - De Rhodes (Apollonius), Jason et Médée ou la conquête de la Toison d'Or, Paris, Éditions À l'Enseigne du Pot Cassé, Collection « Antiqua », vers 1930. Illustrations de Louis William Graux
- Éditions À l'Enseigne du Pot Cassé, collection « Scripta Manent »
  - Goethe,Faust,   Paris, Éditions À l'Enseigne du Pot Cassé, Collection « Scripta Manent », vers 1930. Traduit de l'allemand par Gérard de Nerval. Gravures sur bois de Louis William Graux
  - Schiller, Friedrich Von, Guillaume Tell, Traduit de l'allemand par M. de Barante, Paris, À l'Enseigne du Pot Cassé, collection « Scripta Manent », 1929, illustrée de nombreuses compositions dans le style Art Déco dessinées et gravées sur bois par Louis William Graux
- Éditions À l'Enseigne du Pot Cassé, collection « Lumen Animi »
  - More Thomas (Thomas Morus), La pitoyable vie du roi Edouard V et les cruautés horribles du roi Richard III, Paris, À l'Enseigne du Pot Cassé, Collection « Lumen Animi », 1932. Illustré par Louis William Graux
  - Palissy, Bernard, De l’Art de la Terre, suivi de la Recette Véritable par laquelle tous les hommes de la France pourront apprendre à multiplier et augmenter leurs trésors. Paris, Éditions À l'Enseigne du Pot Cassé. Collection « Lumen Animi », 1930. Ouvrage illustré par Louis William Graux
  - Machiavel, Le Prince suivi du Traité des Conspirations et du Régicide, Paris, Éditions À l'Enseigne du Pot Cassé. Collection « Lumen Animi ». 1935. Illustrations in et hors texte par Louis William Graux.
- Librairie Arthème Fayard, Collection « Le Livre de demain »

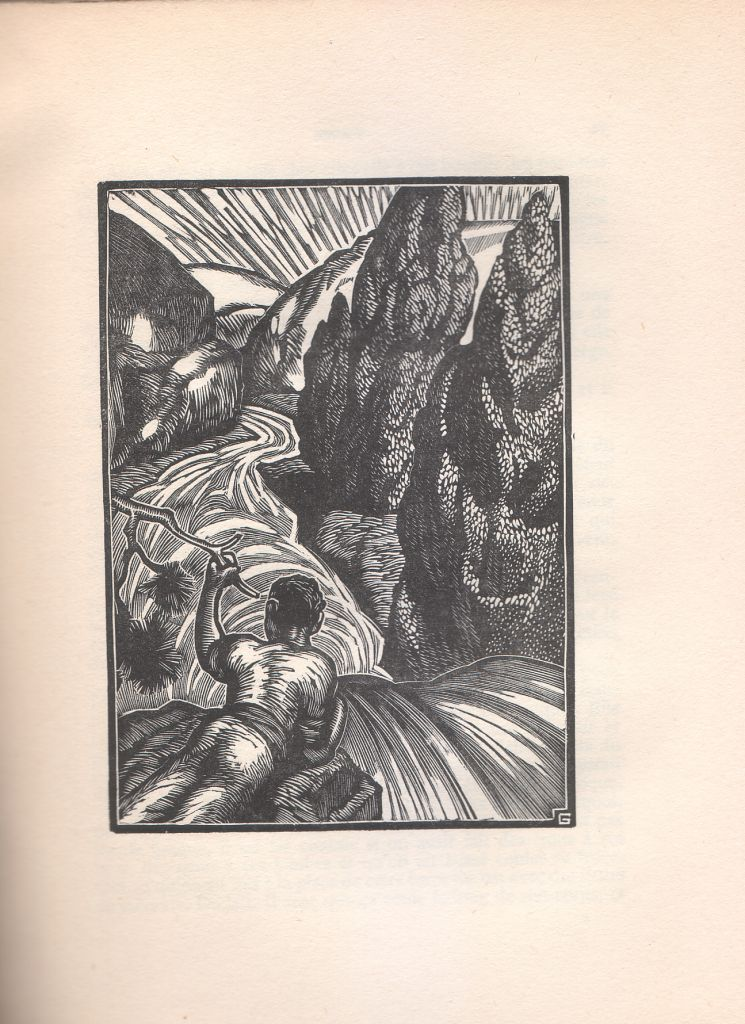
Gravure sur bois (1935) pour Regain de Giono.

- - Anet Claude, Mayerling, Paris, Librairie Arthème Fayard. « Le livre de demain », 1932. 41 bois originaux de Louis William Graux.
  - Bailly Auguste, La Carcasse et le Tord-Cou, Paris, Arthème Fayard et Compagnie Éditeurs, Collection « Le Livre de Demain », 1931, 33 bois originaux de Louis-William Graux
  - Blond, Georges, Prométhée délivré, Arthème Fayard et Compagnie Éditeurs, Collection « Le Livre de Demain », 1942, 28 bois originaux de Louis William Graux.
  - Corthis, André, Le Printemps Sous L'orage, Arthème Fayard et Compagnie Éditeurs, Collection « Le Livre de Demain », 1940, 25 bois originaux de Louis William Graux
  - Chérau Gaston, Le Grelet de Marius, Paris, Librairie Arthème Fayard & Cie, collection « Le livre de demain », 1936, Illustré de 24 bois originaux de Louis-William Graux.
  - Duhamel, Georges, Les Maîtres, Paris, Arthème Fayard & Cie, collection « Le livre de demain » , 1941. Illustré de 45 bois originaux de Louis-William Graux.
  - Giono Jean, Regain, Paris, Arthème Fayard et Compagnie Éditeurs, Collection « Le Livre de Demain », 1935, 35 bois originaux de Louis William Graux
  - Jaloux Edmond, Soleils disparus, Paris Librairie Arthème Fayard, collection « Le livre de demain », 1933. 40 bois originaux de Louis-William Graux.
  - Maeterlinck Maurice, L’hôte inconnu, Paris, Librairie Arthème Fayard, collection « Le livre de demain », 1941, 34 bois originaux de Louis-William Graux
  - Martet Jean, Le colonel Durand, Paris, Librairie Arthème Fayard, collection « Le livre de demain », 1934, 19 bois originaux Louis-William Graux
  - Pesquidoux, Joseph de, Le livre de raison, Paris, Librairie Arthème Fayard, collection « Le livre de demain », 1938, 34 bois originaux de Louis-William Graux
  - Prévost, Marcel, Marie Des Angoisses, Paris, Librairie Arthème Fayard, collection « Le livre de demain », 1937, 60 bois originaux de Louis William Graux.
  - Vandérem Fernand, La victime, 26 bois originaux de Louis-William Graux, Paris, Librairie Arthème Fayard, collection « Le livre de demain », 1934
- Éditions J. Ferenczi et fils, collection « Le Livre moderne illustré »
  - Le Franc Marie, Grand-Louis l'innocent, bois et dessins de Louis William Graux, Paris, J. Ferenczi et fils, « Le livre moderne illustré », 1929
  - Le Franc Marie, Le poste sur la Dune, bois originaux de Louis William Graux Paris, J. Ferenczi et fils, « Le livre moderne illustré », 1930
  - Le Franc Marie, Grand-Louis, le revenant, illustrations de Louis William Graux, Paris, J. Ferenczi et fils, « Les cahiers illustrés », 1933
  - Le Franc Marie, Hélier, fils des bois, bois et dessins de Louis William Graux, Paris, J. Ferenczi et fils, « Le livre moderne illustré », 1935
  - Le Franc Marie, La rivière solitaire, bois originaux de Louis William Graux. Paris, J. Ferenczi et fils, Le livre moderne illustré 1938
  - Le Franc Marie, Pêcheurs de Gaspésie, bois originaux de Louis William Graux, Paris, J. Ferenczi et fils, « Le livre moderne illustré », 1938
  - Le Franc Marie, La randonnée passionnée, bois originaux de Louis William Graux, Paris, J. Ferenczi et fils, « Le livre moderne illustré », 1942
- Horizons de France
  - Bullier Marie, Saint Jacob Pierre de, Quarre Pierre, Oursel Charles, Visages de la Bourgogne. Avec deux dessins hors-texte par Jean Moreau et des planches documentaires de Louis William Graux, Paris, Horizons de France, 1942.
  - Gaston Roupnel, La Bourgogne, types et coutumes, dessins originaux de Louis W.Graux, Paris, Horizons De France, 1936